# Allobaccha angustivertex
Allobaccha angustivertex är en tvåvingeart som först beskrevs av Günther Enderlein 1938.  Allobaccha angustivertex ingår i släktet Allobaccha och familjen blomflugor.
Artens utbredningsområde är Ekvatorialguinea. Inga underarter finns listade i Catalogue of Life.